# Abe no Seimei
Abe no Seimei  (安倍 晴明?), detto anche Abe Haruakira (21 febbraio 921 – 31 ottobre 1005) è stato un astrologo giapponese.
Fu un onmyōji, cioè un mago specializzato in onmyōdō, durante il periodo Heian. Oltre alla sua posizione di rilievo nella storia del Giappone, è un personaggio leggendario del folclore nipponico ed è stato ritratto in numerose opere.

## Vita
Seimei era figlio di Abe no Yasuna, discendente del poeta Abe no Nakamaro; iniziò la sua carriera come apprendista degli indovini di corte Kamo no Tadayuki e Kamo no Yasunori. Dopo la morte di Yasunori, il figlio di questi si concentrò sulla compilazione dei calendari, lasciando che Seimei gli succedesse nelle attività di astrologia e divinazione. Gli incarichi di un indovino di corte comprendevano l'esecuzione di esorcismi, cerimonie scaramantiche e di purificazione, e in generale offrire la sua opinione su ogni evento inusuale, oltre ad astrologia e geomanzia; in particolare si conquistò una certa fama nel prevedere il sesso dei neonati e nel ritrovare oggetti perduti. La sua reputazione crebbe a tal punto che sul volgere del X secolo l'Onmyōryō, ovvero il ministero della divinazione, divenne ufficio ereditario del clan Abe, mentre la compilazione di calendari fu definitivamente assegnata al clan Kamo.

## Leggenda
La sua abilità divenne leggendaria già durante la sua vita, e alcune delle storie che fiorirono sulla sua figura compaiono già nel Konjaku Monogatarishu (今昔物語集?), collocato intorno al XII secolo. Lo si trova anche come personaggio dell'Heike Monogatari (XIV secolo), in cui riesce a divinare la posizione di Shutendoji, il potente oni che verrà ucciso da Minamoto no Yorimitsu.

### Kuzunoha
Una famosissima leggenda vuole che suo padre Yasuna avesse salvato una volpe bianca da un cacciatore; si trattava in realtà di uno spirito volpe, che si ripresentò in seguito a lui come una bellissima donna di nome Kuzunoha, di cui Yasuna si innamorò e che sposò. Il figlio che nacque dalla loro unione e che chiamarono Dōji (il futuro Seimei) si rivelò estremamente intelligente e con una grande affinità per il soprannaturale, al punto che riuscì a scoprire il segreto di sua madre, che si rivelò come la dea (kami) del santuario di Shimoda; non potendo più nascondere la sua identità, abbandonò il mondo umano lasciando in dono al figlio il potere di parlare agli animali della foresta.

### Ashiya Doman
Alcuni dei racconti che hanno per protagonista Abe no Seimei hanno come antagonista Ashiya Doman, un personaggio probabilmente fittizio che agisce come suo rivale. In una storia particolarmente nota Seimei e Doman si sfidano a divinare il contenuto di una scatola; Doman sa già la risposta, perché ha truccato la sfida chiedendo ad un suo collaboratore di metterci quindici mandarini, e pensa di avere la vittoria in pugno quando Seimei sostiene che ci siano quindici topi. Quando però la scatola viene aperta, ne escono quindici topi, e Doman è costretto ad ammettere la superiorità dei poteri magici di Seimei.

## Tributi
- Dopo la sua morte, l'imperatore Ichijō fece erigere in suo onore un santuario shintoista, il Seimei-jinja (晴明神社?, Santuario di Seimei). È situato nel luogo in cui sorgeva la sua dimora, nel viale Horikawa a Kyoto. Questo jinja esiste tutt'oggi.[7]
- Nel 1976 gli astronomi Kiichirō Furukawa e Hiroki Kōsai gli dedicarono l'asteroide 5541 Seimei.
- Compare nella serie di manga e anime giapponese Abenobashi - Il quartiere commerciale di magia e Drifters, la cui prima pubblicazione risale al 2009.Qui, catapultato in una dimensione parallela insieme ad altri personaggi storici, capeggia un'organizzazione di maghi.
- Un altro anime su Abe no Seimei, intitolato semplicemente Onmyoji è uscito nel 2023, sulla piattaforma di Netflix. Nei tredici episodi Abe e il suo collaboratore Minamoto no Hiromasa sono protagonisti di una serie di avventure in cui cercano di salvare le persone dagli attacchi soprannaturali dei demoni.
- L'attore Mansai Nomura ha interpretato il ruolo di Abe no Seimei nei film Yin-Yang Master del 2001 e Yin-Yang Master II del 2003, entrambi diretti da Yōjirō Takita e basati su romanzi di Baku Yumemakura. Il primo film è valso a Nomura un Blue Ribbon Award come miglior attore protagonista.[8]
- Nel 2015 il pattinatore giapponese Yuzuru Hanyū ha interpretato un programma libero, da lui intitolato SEIMEI, sulle musiche composte da Shigeru Umebayashi per i film Yin-Yang Master. Con questo programma Hanyu è diventato il primo atleta capace di superare i 200 punti nel programma libero e i 300 punti in una gara di pattinaggio artistico.[9]  Nel 2018, riproponendo lo stesso programma, Hanyū è diventato il secondo pattinatore del dopoguerra capace di vincere due volte l'oro olimpico nella competizione maschile.